# Comuna Hojulî
Hojulî (în ucraineană Гожули) este o comună în raionul Poltava, regiunea Poltava, Ucraina, formată din satele Andriivka, Biolohicine, Hojulî (reședința) și Zorivka.

## Demografie
Componența lingvistică a comunei Hojulî
     Ucraineană (92,58%)
     Rusă (7,22%)
     Alte limbi (0,17%)
Conform recensământului din 2001, majoritatea populației comunei Hojulî era vorbitoare de ucraineană (92,58%), existând în minoritate și vorbitori de rusă (7,22%).